# Авачинская бухта
Авачинская бухта, также Ава́чинская губа́ — крупная незамерзающая бухта Тихого океана у юго-восточного побережья полуострова Камчатка. Является главными транспортными «воротами» Камчатского края. Основной порт — город Петропавловск-Камчатский, обслуживает рыболовные и грузовые суда.
Бухта была открыта, нанесена на карту и описана летом 1729 года во время Первой Камчатской экспедиции под командой Витуса Беринга.

## Краткое описание

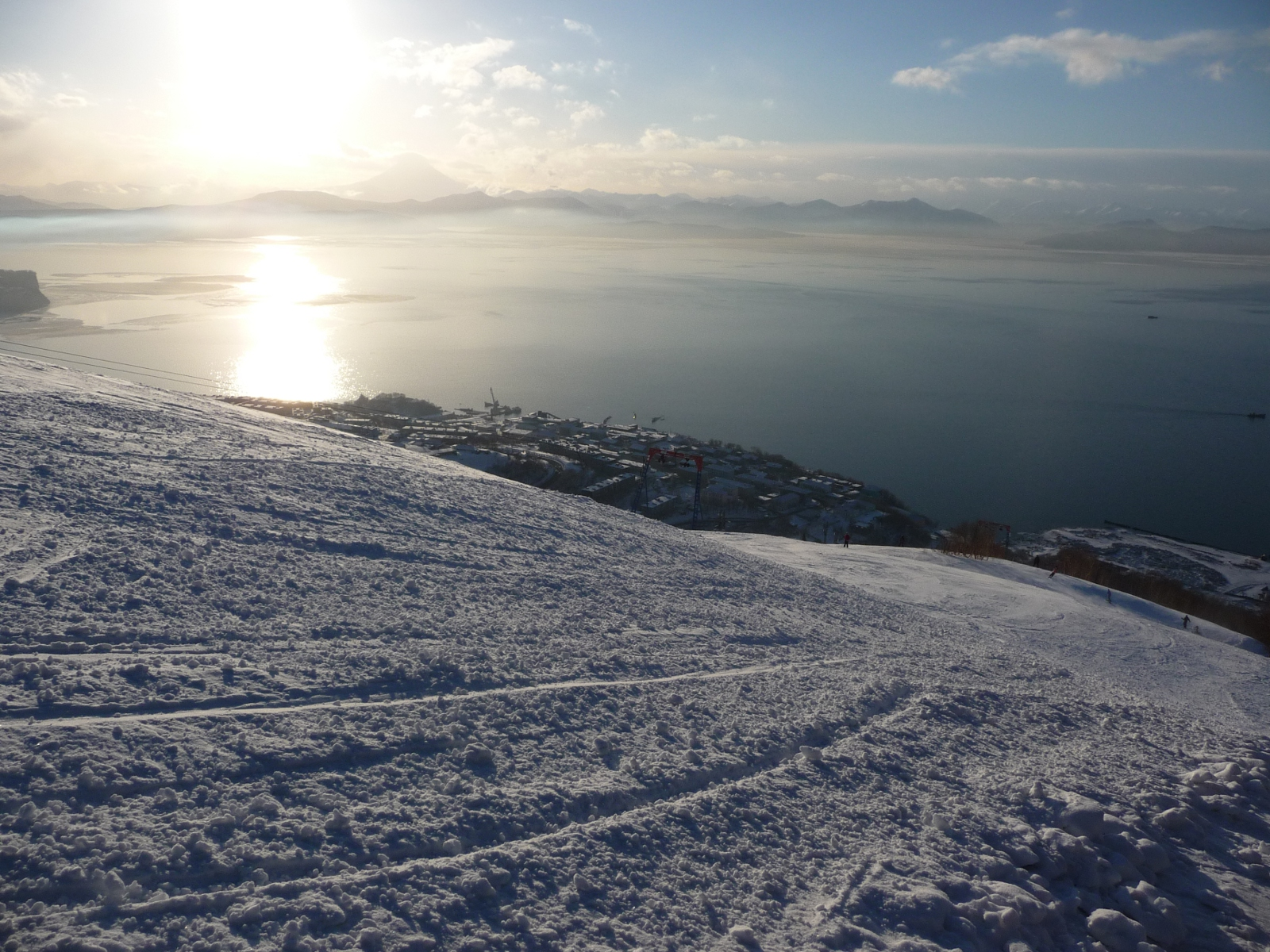
Авачинская бухта зимой

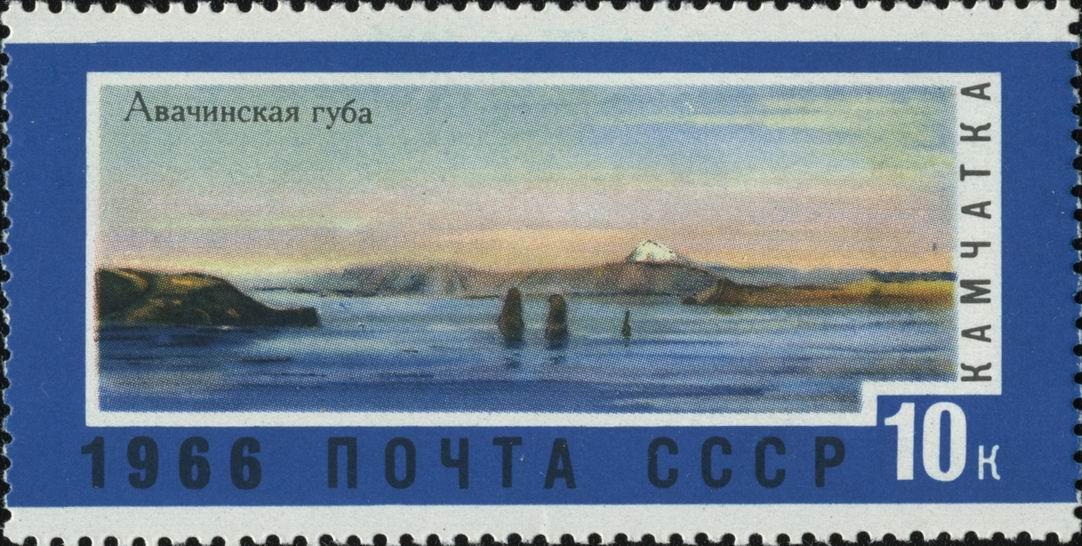
Марка СССР, 1966 г. Авачинская губа

Одна из крупнейших бухт на планете, способная принять любое судно мира. Представляет собой внутреннюю, закрытую часть Авачинского залива. Длина бухты 24 километра, ширина у входа — 3 километра, общая площадь водного зеркала равна 215 км². Глубина до 26 метров. В бухту впадают реки Авача и Паратунка. Берега в свою очередь изрезаны многочисленными мелкими бухтами: Тарья, Тихая, Раковая, Бабия, Петропавловская, Сероглазка, Моховая и др. Оборудована маяками.
По берегам бухты находятся города Петропавловск-Камчатский и Вилючинск.
Является основным местом базирования Тихоокеанского флота России на Камчатке.
Своеобразным символом бухты и её достопримечательностью являются скалы Три Брата, расположенные у выхода в открытый Авачинский залив.